# Mississauga
Mississauga je grad u Kanadi u pokrajini Ontario. Prema popisu iz 2016. grad je imao 721,599 stanovnika.

## Šport
- Mississauga Croatia
- Durham Storm
- Hershey Centre

## Poznate osobe
- Bianca Andreescu, kanadska tenisačica
- Jason Spezza, kanadski hokejaš

## Gradovi prijatelji
- Kariya, Aichi, Japan[2]

## Vanjske poveznice
- Službena stranica grada

 Vodič: Mississauga na Wikivoyageu